# Ерготерапія

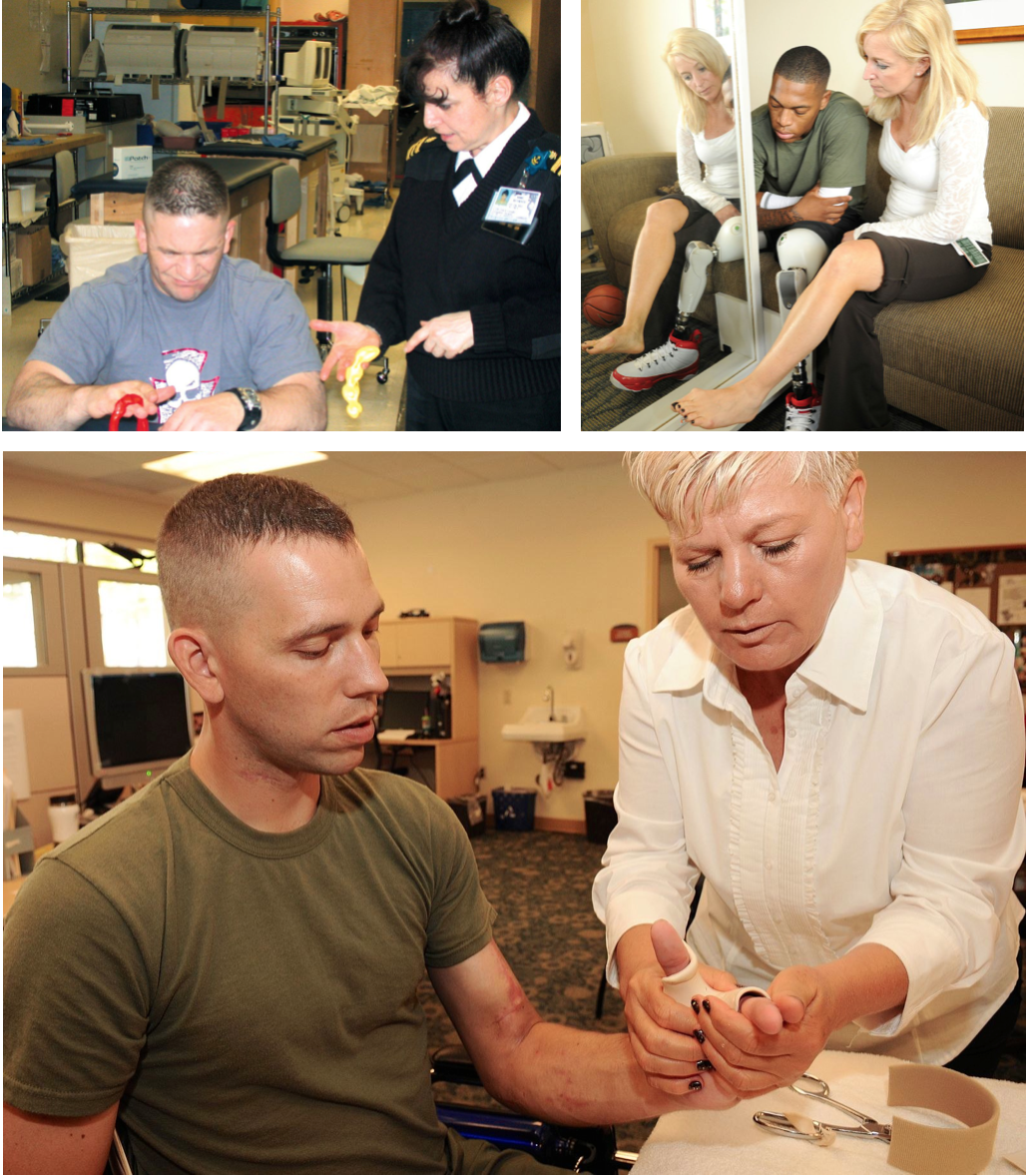
Спеціалісти з ерготерапії ВМС США працюють зі своїми пацієнтами

Ерготерапія, також працетерапія, заняттєва терапія (грец. εργον — праця та грец. θεραπεία — лікування) — комплекс реабілітаційних заходів у особи із порушенням психічних або фізичних функцій організму, спрямованих на відновлення повсякденної діяльності людини із урахуванням наявних фізичних обмежень. В англомовній літературі застосовується термін «occupational therapy» («заняттєва терапія» або «лікування заняттям», від лат. occupatio — «зайнятість»). Скорочена назва професії в англомовному світі OT або O.T.. Сучасне поняття ерготерапії охоплює комплекс заходів, спрямованих як на відновлення виконання хворим повсякденних функцій організму, так і на створення комфортних умов життя, адаптацію середовища для людей з особливими потребами, забезпечення можливості відновлення їх трудових навичок та забезпечення соціальної адаптації пацієнтів з особливими потребами. 

## Історія
Поняття «ерготерапія» або «occupational therapy» з'явилось ще на початку ХХ століття, а перша школа з підготовки фахівців у цій галузі з'явилась у 1908 році в Чикаго, а в 1917 році у США вперше створено Національне товариство з розвитку заняттєвої терапії (National Society for the Promotion of Occupational Therapy — NSPOT). Перші принципи відновної терапії, на засадах якої і сформувалась ерготерапія, сформульовані у 1919 році в книзі Джорджа Дантона «Відновна терапія». Проте переважно ерготерапія як окрема спеціальність сформувалась після Другої світової війни, коли суспільство зіткнулось із проблемою появи великої кількості молодих людей, які стали інвалідами внаслідок бойових дій, та гострою необхідністю їх реабілітації. Цих людей необхідно було заново навчити самообслуговуванню, так і сприяти їх соціальній адаптації, адже у таких людей часто розпочиналася депресія, що ускладнювало не лише можливість їх одужання, але й життя рідних і близьких таких пацієнтів.. У 1952 році створено Всесвітню організацію ерготерапевтів (у 2016 році її членами були представники 92 країн світу. У країнах Західної Європи, США та Канаді існує широка мережа центрів та велика кількість фахівців з ерготерапії. В Україні ерготерапія як окрема спеціальність з'явилась на початку ХХІ століття, як окрема спеціальність «фізична терапія та ерготерапія» в Україні зареєстрована з 2015 року, перша магістерська програма для студентів за спеціальністю «ерготерапія» в Україні запроваджено в Українському Католицькому Університеті, пізніше підготовка фахівців з ерготерапії розпочалась у інших українських вищих навчальних закладах, зокрема в Івано-Франківському національному медичному університеті та Національному медичному університеті імені Богомольця, МОЗ України також рекомендувало залучити студентів за спеціальностями «фізична реабілітація» та «фізична терапія, ерготерапія» до навчальної практики у лікарнях України.

## Застосування
Ерготерапія застосовується як складова лікувального процесу у хворих із обмеженими можливостями, і направлена на відновлення та підтримку необхідних для повсякденного життя побутових навичок та дій, і сприяє не тільки відновленню рухової активності, але й адаптації людини до нормального життя, що допомагає їй досягти максимальної самостійності в побуті та стати більш соціально адаптованою. У більшості країн світу ерготерапію проводять спеціалісти — ерготерапевти. Завданням ерготерапевта є не досягнення повного одужання хворих (хоч це й бажано), а вирішення тих проблем, які хвилюють пацієнтів, заважають їх виздоровленню, їх повсякденній активності та поверненню до нормального життя, незважаючи на ці обмеження, які накладає на них хвороба. Ерготерапія є міждисциплінарною, та охоплює знання із багатьох спеціальностей — медицини, педагогіки, психології, соціальної педагогіки, біомеханіки та фізичної терапії. Ерготерапевти переважно працюють у команді фахівців, які займаються реабілітацією хворих, і до цієї команди входять лікарі, психологи, фізичні терапевти, логопеди та фахівці з інших спеціальностей. Ерготерапію часто змішують із «трудовою терапією», хоча ці два поняття не є повністю тотожними, а трудова терапія (англ. vocational rehabilitation) є лише одним із варіантів ерготерапії, спрямованим на відновлення професійних навичок хворого, яка виконується на його робочому місці та повинна достойно оплачуватися працедавцем. Також ерготерапевтів часто змішують із фізичними терапевтами, хоча напрямок їх діяльності дещо відрізняється. В західному світі фізичний терапевт працює на фізичними функціями загалом, а ерготерапевт - над прикладними задачами: а) розвитком гігієнічних і побутових навичок; б) підтримкою щоденної діяльності; в)інтеграцією в освітні заклади та адаптацією середовища; г) допрофесійною і професійною підготовкою; д) змістовним дозвіллям та спортом.  
Для ерготерапії також характерний індивідуальний підхід до кожного пацієнта. Ерготерапевт спочатку після знайомства з пацієнтом проводить оцінку порушень життєдіяльності людини, на основі якої він створює індивідуальну програму реабілітації пацієнта. Ерготерапевти працюють у тісному контакті не лише із пацієнтом та медперсоналом, але й з родичами та опікунами хворих, для кращого забезпечення виконання індивідуальної програми оздоровлення хворих. Ерготерапевти можуть почати роботу вже у реанімаційному відділенні, де вони займаються сенсорною стимуляцією, профілактикою сенсорної депривації, переключенням пацієнта на доступну йому рухову активність, а також навчають медичний персонал та родичів хворого особливостям догляду за пацієнтом на даному етапі. Після переведення пацієнта до відділення ранньої реабілітації ерготерапевт займається відновленням самообслуговування хворого та його іншої повсякденної діяльності або адаптацією пацієнта до наявних порушень функції органів або систем організму. Перед випискою із стаціонару ерготерапевт може також відтворити разом із хворим модель його житла для того, щоб пацієнт краще зумів відпрацювати навички, які необхідні будуть йому в повсякденному житлі, а також надає поради, як краще облаштувати житло хворого відповідно до його нових потреб. У подальшому, вже в домашніх умовах, ерготерапевт надає консультації хворому щодо його подальшої реабілітації та відновлення працездатності, а також, за необхідності, виготовляє для пацієнта ортези або інші пристосувальні засоби. Він може зробити необхідні вимірювання та проби для адаптації візка, ходунців, паличок, сидінь, дати рекомендації щодо виготовлення і встановлення пандуса чи підйомника, адаптації автомобіля. Кінцевою метою ерготерапії є як максимально відновлення рухових та сенсорних функцій організму, так і адаптація хворого до звичного здоровій людині життя і надання можливості стати самостійним, соціально пристосованим і незалежним у побуті.